# تل نصري
تل نصري أو ما يطلق عليها باللغة الآشورية «والطو» قرية من القرى الآشورية الـ32، تقع على ضفاف نهر الخابور في سوريا بين قريتي تل حفيان وتل تمر، وتتبع محافظة الحسكة.

## الموقع
تقع تل نصري على بعد 2 كم عن قرية تل تمر، وعن مدينة الحسكة 38 كم، يحدها من الشمال الطريق العام الذي يصل بين الحسكة وتل تمر، ومن الغرب نهر الخابور، ومن الجنوب قرية تل حفيان. يقطنها 1500 نسمة معظمهم من الآشوريين.

## تاريخ القرية
يرجع تاريخ تل نصري إلى عام 1935 حيث كانت عبارة عن عدة بيوت بنيت من الطين وعلى طراز القبب الآشورية التي كانت منتشرة في العراق، وتشكلت نتيجة هجرة الآشوريين من العراق بعد مذبحة سميل 1933، ومن قبلها هُجّروا من إقليم هكاري 1915 التي كانت تقع في الجزء الجنوب الشرقي من تركيا. تشتهر تل نصري بأنها كانت وما زالت منبع الرياضة في محافظة الحسكة فمن فريق المحافظة للدراجات الهوائية للسيدات إلى فريق كرة الطائرة للسيدات. من أعلام القرية، اللاعبة عشتار اوديشو بطلة الجمهورية في رمي الكرة الحديدية والثانية عربياً والشاعر وعضو كتاب العرب آدم دانيال هومة والمخرج جان هومة والمطرب جورج هومة.
تشهد تل نصري طفرة عمرانية كبيرة وتطور في مرافقها الخدمية وذلك بجهود ابنائها المغتربين الذين يساهمون بجزء كبير من هذا التطور.
ففيها أحد أكبر الكنائس في المحافظة (كنيسة السيدة العذراء مريم) والتي تعد من أكبر الكنائس في سوريا، كما يوجد فيها كنيسة قديمة للسيدة العذراء. [ما هي؟]
.